# David Brenner
David Brenner foi um editor estadunidense. Venceu o Oscar de melhor montagem na edição de 1991 por Born on the Fourth of July, ao lado de Joe Hutshing.

## Morte
Brenner morreu em 17 de fevereiro de 2022, aos 59 anos de idade, em West Hollywood.